# Franciscus Cornelis Donders
Franciscus Cornelis Donders, född 27 maj 1818 i Tilburg, död 24 mars 1889 i Utrecht, var en nederländsk fysiolog och oftalmolog.
Donders blev 1840 militärläkare samt 1842 lärare i anatomi och fysiologi vid den militärmedicinska riksskolan i Utrecht. Härifrån kallades han 1848 till extra ordinarie professor och 1852 till ordinarie professor vid medicinska fakulteten i samma stad samt var 1863-88 ordinarie professor i fysiologi där. Han invaldes som utländsk ledamot av svenska Vetenskapsakademien 1878. 
Donders inledde sin vetenskapliga verksamhet vid den tid, då den nya exakta naturvetenskapliga riktningen gjorde sitt inträde inom fysiologin och inom medicinen i dess helhet, och han anslöt sig direkt till de nya idéerna. Han studerade främst ögats fysiologi och patologi och blev en av de främsta forskarna inom oftalmologin. På en gång vetenskaplig fysiolog och praktisk ögonläkare, kunde han allsidigt belysa de frågor han behandlade, och sålunda blev det möjligt att utreda den svåra frågan om ögats refraktions- och ackommodationsanomalier. Sina resultat publicerade han först i ett antal smärre avhandlingar och sammanställde dem senare till ett helt i The Anomalies of Refraction and Accommodation (1864). År 1858 inrättades ett ögonsjukhus för Donders räkning genom privat insamling. 
Utöver dessa arbeten utförde Donders ett stort antal delvis mycket värdefulla undersökningar inom många andra områden av fysiologin. Han en av ljudfysiologins grundläggare, han gjorde viktiga inlägg inom andningens, blodomloppets och ämnesomsättningens fysiologi, hans undersökningar över tidsförloppet vid psykiska processer utgjorde uppslaget till en viktig avdelning av den experimentella psykologin och han gjorde viktiga studier över färgseendet. Dessa arbeten publicerades till större delen i de av honom utgivna "Onderzoekingen gedaan in het physiologisch laboratorium der utrechtsche hoogeschool". Därjämte redigerade han en längre följd av år "Het nederlandsch Lancet" samt hade en väsentlig andel i det av Albrecht von Graefe 1855 grundade "Archiv für Ophthalmologie".